# Cyphomyrmex major
Cyphomyrmex major é uma espécie de inseto do gênero Cyphomyrmex, pertencente à família Formicidae.